# Mother and Daughters
Mother and Daughters è un cortometraggio muto del 1912. Il nome del regista non viene riportato nei credit della pellicola.
È il primo film che Jeanie Macpherson girò per l'Edison Company. L'attrice sarebbe diventata in seguito una delle più importanti sceneggiatrici di Hollywood.

## Produzione
Il film fu prodotto dall'Edison Company.

## Distribuzione
Distribuito dalla General Film Company, il film - un cortometraggio di una bobina - uscì nelle sale cinematografiche statunitensi il 31 gennaio 1912.